# Roland Matthes
Roland Matthes (Pößneck, 17. studenog 1950.) je bivši istočnonjemački plivač.
Višestruki je Olimpijski pobjednik u plivanju, a 1981. godine primljen je u Kuću slavnih vodenih sportova.

## Vanjske poveznice
- Sportski portret na stranicama Kuće slavnih vodenih sportova  Arhivirana inačica izvorne stranice od 13. siječnja 2007. (Wayback Machine) (eng.)